# Dumasia yunnanensis
Dumasia yunnanensis är en ärtväxtart som beskrevs av Yu e Tsung Wei och Shu Kang Lee. Dumasia yunnanensis ingår i släktet Dumasia och familjen ärtväxter. Inga underarter finns listade i Catalogue of Life.